# Misagria parana
Misagria parana is een libellensoort uit de familie van de korenbouten (Libellulidae), onderorde echte libellen (Anisoptera).
De wetenschappelijke naam Misagria parana is voor het eerst geldig gepubliceerd in 1889 door Kirby.